# European Space Operations Centre
L'European Space Operations Centre (ESOC o en català: Centre Europeu d'Operacions Espacials) serveix com a centre principal de control de missions de l'Agència Espacial Europea (ESA) i està ubicat a Darmstadt, Alemanya. La funció principal de l'ESOC és l'operatòria de les naus espacials no tripulades en nom de l'ESA i la posada en marxa i les primeres fases d'òrbita (launch and early orbit phases o LEOP) com també missions de tercers. El Centre també és responsable d'una sèrie d'operacions relacionades amb les activitats dins de l'ESA i en cooperació amb la indústria i els socis internacionals, incloent l'enginyeria de sistemes terrestres, desenvolupament de programari, la dinàmica de vol i de navegació, el desenvolupament d'eines de control de la missió i de les tècniques i els estudis de les deixalles espacials.
Les activitats principals i actuals de l'ESOC comprenen l'operació de les missions planetàries i solars (Mars Express, Venus Express, Rosetta i Cluster II), missions d'astronomia i física fonamentals (Herschel, Planck, Integral i el XMM Newton) i observació terrestre (CryoSat2 i GOCE).
L'ESOC és responsable del desenvolupament, operació i manteniment de les estacions terrestres de la European Space Tracking (ESTRACK). Els equips del Centre també estan involucrats en la investigació i desenvolupament relacionats amb els conceptes avançats de control de la missió i reconeixement de situacions espacials, i les activitats de normalització relacionades amb la gestió de freqüència; operacions de la missió, el seguiment, telemetria i telecomandament, i, brossa espacial Arxivat 2010-01-25 a Wayback Machine..

## Missions
Les activitats principals i actuals de l'ESOC comprenen les missions planetàries i solars (Mars Express, Venus Express, Rosetta i Cluster II), missions d'astronomia i física fonamentals (Herschel, Planck, Integral i el XMM Newton) i observació terrestre (CryoSat2 and GOCE).
A més a més, els equips del segment terrestre i el control de missió per les següents missions estan en preparació i en formació:
1. BepiColombo
2. LISA Pathfinder
3. Missió Gaia
4. Swarm (missió de l'ESA)
5. ADM-Aeolus
6. Sentinel (missió espacial)

## ESTRACK
ESOC alberga el centre de control per a la xarxa d'estacions de seguiment europeu de l'agència (ESTRACK). El nucli de la xarxa compren de 10 estacions en set països: Kourou (Guaiana Francesa), Maspalomas, Villafranca i Cebreros (Espanya), Redu (Bèlgica), Santa Maria (Portugal), Kiruna (Suècia), Perth i Nova Norcia (Austràlia) i Malargüe (Argentina). Els operadors treballen les 24 hores al dia, durant tot l'any, a l'ESOC per conduir el seguiment, pujant telecomandes i descarregant telemetria i dades.

## Activitats

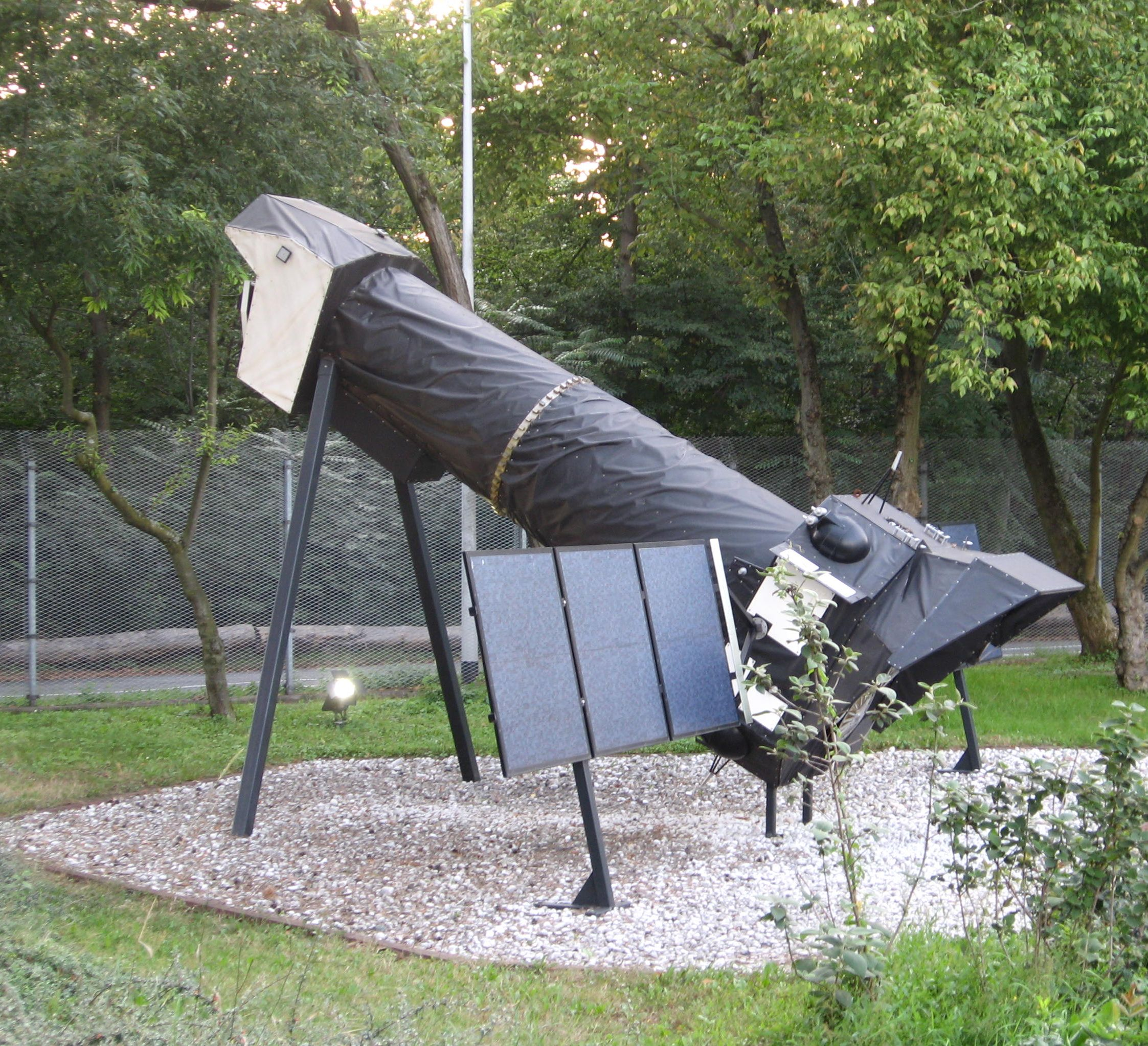
Un model del XMM-Newton a l'ESOC

A més de les operacions de missions, una sèrie d'altres activitats també tenen lloc al Centre, la majoria de les quals estan directament relacionades amb les activitats d'operacions espacials de l'ESA.
- Dinàmica de vol: Un equip és responsable de tots els càlculs orbitals.[6]

- Anàlisi de missió: Selecció i càlcul d'òrbites possibles i finestres de llançament[6]

- Desenvolupament de programari: Sistemes de control de missions i les eines de gestió de les naus espacials[7]

- ESA Navigation Facility: El càlcul i la predicció de les òrbites de satèl·lits GPS i Galileu[8]

- Enginyeria d'estació terrestre: Disseny i desenvolupament de tecnologia de seguiment en l'espai profund[9]

- Brossa espacial: Coordinació de la investigació de brossa de l'ESA i cooperació amb les agències d'arreu[10]

- Control de freqüència: Ajuda la gestió de l'espectre de ràdio utilitzat per tots els operadors de satèl·lits[11]

## Història
El European Space Operations Centre va ser inaugurat formalment a Darmstadt, Alemanya, el 8 de setembre de 1967 pel llavors Ministre d'Investigació de la República Federal d'Alemanya, Gerhard Stoltenberg. El seu paper va ser proporcionar el control de satèl·lits per a l'European Space Research Organisation (ESRO), que avui es coneix com la seva organització successora, l'Agència Espacial Europea (ESA).
Les instal·lacions de l'ESOC compten avui en dia amb 90 treballadors a la zona oest de Darmstadt; s'empra el personal i els recursos prèviament assignats al European Space Data Centre (ESDAC), que s'havia establert en el 1963 per dur a terme càlculs orbitals. Aquests van ser augmentats pel personal transferit de control de la missió de l'ESTEC per operar satèl·lits i administrar la xarxa d'estacions de seguiment ESTRACK.
Dins de només vuit mesos, l'ESOC, com a part de l'ESRO, ja estava operant la seva primera missió, controlant l'ESRO-2B, un satèl·lit d'investigació científica i el primer de molts operats des l'ESOC per l'ESRO, posteriorment ESA.
En el juliol de 2012, l'ESOC va operar 56 missions que abasta la ciència, l'observació de la Terra, observatoris orbitals, la meteorologia i la física espacial.

## Ubicació i expansió

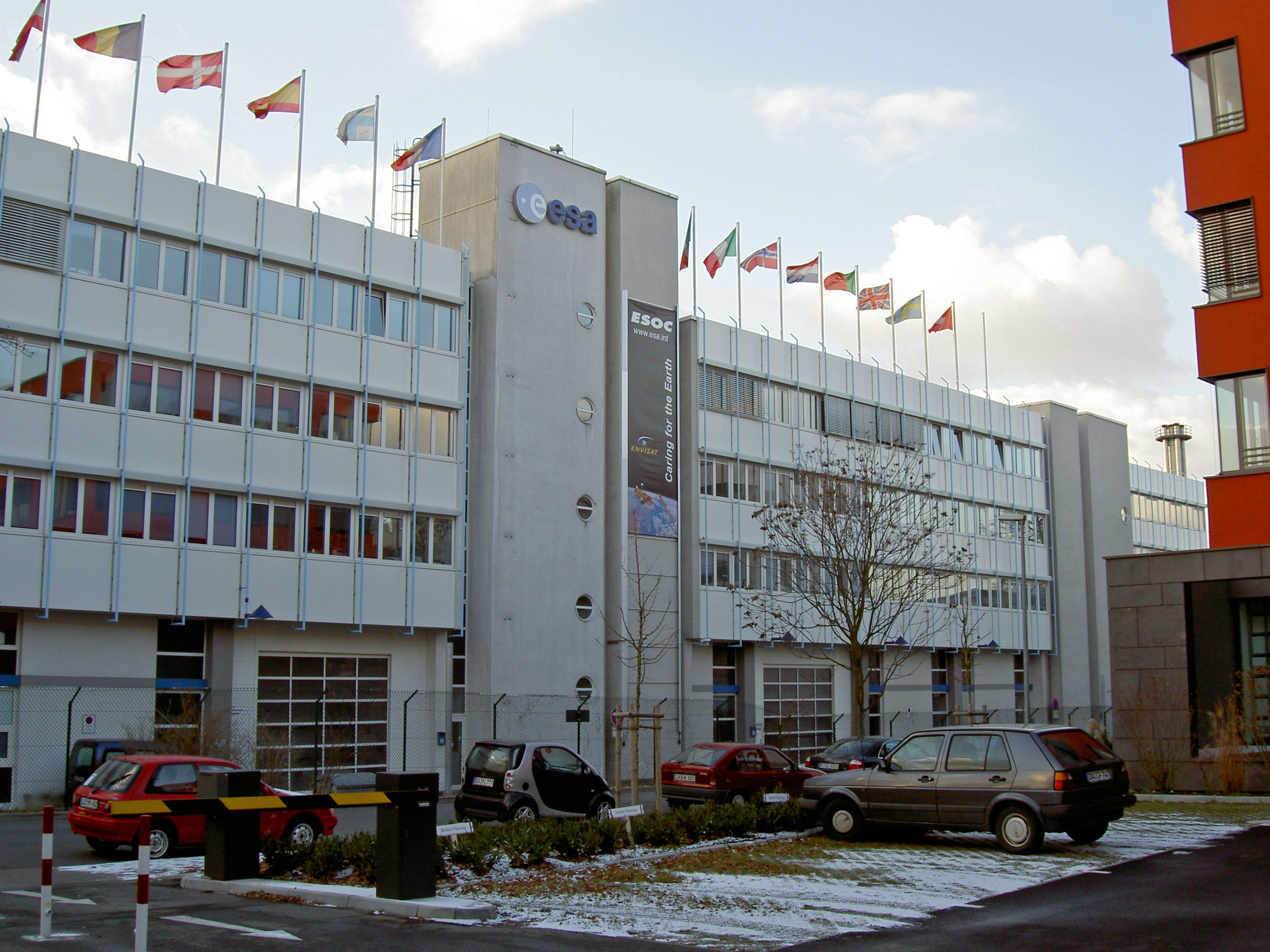
ESOC a Darmstadt

L'ESOC està ubicat a la zona oest de la ciutat de Darmstadt, a uns 500m de l'estació de ferrocarril principal, a Robert-Bosch-Straße 5. En el 2011, l'ESA va anunciar la primera fase de la modernització anomenada ESOC II, seguit d'un projecte d'expansió valorat en 60 milions d'euros. El nou edifici estarà ubicat davant de Robert-Bosch-Straße, davant del centre actual.

## Treballadors
A l'ESOC, l'ESA dona feina a aproximadament 800 persones, de les quals unes 250 són permanents i 550 contractats. L'equip de l'ESOC són rutinàriament enviats a treballar a un altre establiment de l'ESA, estacions ESTRACK, l'ATV Control Centre (Tolosa), el Columbus Control Centre (Oberpfaffenhofen) i en les instal·lacions associades a diversos països.